# 加登鎮區 (堪薩斯州哈維縣)
加登鎮區（英語：Garden Township）為美國堪薩斯州哈維縣轄下的鎮區。2010年美国人口普查中此鎮區人口有280人。

## 地理
加登鎮區涵蓋總面積為93.4平方（36.08平方英里），其中陸地面積為93.4平方（36.08平方英里），水域面積為0平方（0.00平方英里）或0.00%。海拔高度442（1,450英尺）。

## 人口統計
根據2010年美國人口普查，加登鎮區人口有280人，其中男性有147人，女性有133人，人口密度為每平方公里3.00人，住房計118戶。鎮區內的白人有270人，非裔美國人有0人，美洲原住民有1人，亞裔美國人有0人，太平洋島裔美國人有0人，其他種族有2人，混血種族則有7人。此外鎮區內有5人為西班牙裔或拉丁裔美國人。此鎮區之年齡中位數為46.5歲，而男性年齡中位數為46.4歲，女性年齡中位數為46.8歲。